# Bindgarn
Bindgarn är garn som används som ett snöre. Bindgarn tillverkas av naturliga växtfibrer, såsom bomull, eller av syntetfiber, beroende på användningsområdet.
Inom matlagning används bindgarn som tål ugnsvärme för att binda ihop exempelvis köttstycken, korv, fågel och rullader så att de håller ihop under tillagningen.